# Иванов, Алексей Владимирович (российский футболист)
Алексе́й Влади́мирович Ивано́в (1 сентября 1981 год, Саратов, СССР) — российский футболист, правый полузащитник.

## Карьера
Воспитанник СДЮШОР «Сокол» (Саратов). Выступал за клубы «Салют» и «Сокол» из Саратова, «Балаково», «Факел», «Химки», «Луч-Энергия», «Сатурн». С февраля 2011 выступал за «Анжи». Дебютировал за клуб 1 марта в кубковом матче против «Зенита».
В премьер-лиге провёл 147 игр, забил 17 мячей.

## Достижения

### Командные
- Победитель Первого дивизиона (2): 2000, 2005, 2014

### Личные
- В списках 33 лучших футболистов чемпионата России: № 3 (2007).